# Epimetej (luna)
Epimetej (grško Επιμηθεύς: Epimeteús) je Saturnov notranji naravni satelit.

## Odkritje
Luno Epimetej je odkril Richard L. Walker 18. decembra 1966. Že 15. decembra 1966 
je Audouin Dollfus odkril novo Saturnovo luno, ki jo je poimenoval Janus . Ko je tri dni pozneje Rachard L. Walker opazil neko novo nebesno telo, je mislil, da je to isto telo. V resnici pa je odkril novo luno Epimetej . Uradno ime je dobila leta 1980 . 
Dvanajst let pozneje sta Stephen M. Larson in John W. Fountain, ugotovila, da opazovanja iz leta 1966 potrjujejo obstoj dveh različnih lun, ki se gibljeta po skoraj enakih tirnicah.
Luna je dobila ime po Epimeteju, ki je bil brat Prometeja, iz grške mitologije.

## Tirnica
Janus in Epimetej sta sotirna satelita, kar pomeni, da se gibljeta skoraj po enakih tirnicah. Trenutno (2007) je Janus bliže Saturnu, zato ima tudi večjo hitrost in dohiteva Epimeteja. Njuni tirnici se v polmeru razlikujeta samo za 50 km. Polmer Janusa je okoli 178 km, Epimetej pa ima polmer okoli 115 km. To bi pomenilo, da bi lahko prišlo do trka med njima. Ko notranja luna dohiti zunanjo se zgodi zelo zanimiv pojav. Njuno medsebojno težnostno delovanje povzroči, da se notranji luni poveča polmer tirnice (in zmanjša hitrost), zunanji pa se zmanjša polmer tirnice (in poveča hitrost). Na ta način obe luni izmenjata tirnici. Trka med njima ni. Zopet se gibljeta vsaka po svoji tirnici, ne da bi prišli druga drugi preblizu. Najbliže si prideta na 10.000 km. Ta menjava tirnic se zgodi vsaka 4 leta. Zadnja menjava je bila 21. januarja 2006,. Naslednja pa bo leta 2010.

## Lastnosti
Luna Janus ima večje število kraterjev, ki so veliki tudi do 30 km. Izgleda kot da je površina lune starejša od površine na Prometeju, toda mlajša od površine na Pandori. Zaradi nizke gostote je luna verjetno zelo porozna.

## Obroč Janusa/Epimeteja
Zelo šibek obroč se pojavlja na področju, ki ga pokrivata luni Janus in Epimetej. Obroč je posnela sonda Cassini-Huygens leta 2006. Širok je okoli 5.000 km .. Izvor obroča so verjetno delci, ki se pri padcih meteoritov, izvržejo s površine lun. Obroč Janusa/Epimeteja je sestavni del Saturnovega F obroča.